# Yafeu Fula
Yafeu Akiyele Fula (El Bronx, 9 de octubre de 1977-Orange, 10 de noviembre de 1996) conocido por su nombre artístico Yaki Kadafi, fue un rapero estadounidense. Fue integrante de Outlawz y hermanastro espiritual de Tupac Shakur, ya que no compartían lazos sanguíneos, pero se criaron juntos desde pequeños hasta sus respectivas muertes en 1996. Fue miembro de Dramacydal (1993-1995), también conocidos como Thoro Headz o Young Thuz. Su nombre artístico fue creado en referencia a Muamar el Gadafi.

## Biografía
Yafeu Fula, hijo de Sekou Odinga y Yaasmyn Fula, nació el 9 de octubre de 1977. Cuando tenía 4 años, su padre fue arrestado y acusado de seis cargos de intento de homicidio, nueve actos predicados de Organización Corrupta Influenciada por el Delincuente (RICO), ayudando al escape de Assata Shakur de la prisión y el robo violento de un camión blindado. Yafeu y sus siete hermanos fueron criados por su madre, cuyo apellido adoptó.
Al estar su padre arrestado, la madre de Yaki, Yaasmyn Fula encontró un pilar de apoyo en Afeni Shakur, madre de Tupac Shakur. Es a causa de esta relación de amistad entre ambas que Kadafi se crio junto a Tupac. Mientras Yaasmyn esperaba el nacimiento de Yaki, Shakur se encontraba muy emocionado ya que lo consideraba un nuevo hermano pequeño. 
Yaki se introdujo en el mundo del rap en 1994 como miembro original de Dramacydal, mientras Tupac estaba en prisión, Yaki lo visitaría cada vez que podía, es en una de estas visitas en donde planearon la evolución de Dramacydal, que más tarde llamaron Outlawz. 
Kadafi estuvo en la fatídica noche en que Tupac fue tiroteado en Las Vegas. Kadafi viajaba en el auto que estaba detrás de Shakur y Suge Knight, fue uno de los testigos que vio la cara de quien disparó a Tupac, aun así no quiso colaborar con la policía. Napoleon, también miembro de Outlawz diría en una entrevista: “Kadafi en realidad vio a la persona que mató a Pac”, y agregó: “Dijo que el tipo lo miró directamente, sacó el brazo y vio el tiroteo, ya sabes a qué me refiero. Lo presenció, los Outlawz estaban allí, pero Kadafi vio al tipo. El tipo miró a Kadafi y Kadafi le devolvió la mirada". también agregó que Kadafi no quiso colaborar con policía, ya que es un código de la calle; "si colaboras con la policía algo malo te pasará, él   no era un soplón".
Tras la muerte de Tupac, Yaki entró en una profunda depresíon, bebía enormes cantidades de alcohol y también se drogaba con pastillas de éxtasis. Sus compañeros de Outlawz dirían en una entrevista: "Kadafi entró en una depresión profunda, bebía alcohol y también comenzó a consumir pastillas", Napoleon diría en esa entrevista "Le dije a Kadafi que nos fuéramos, debíamos irnos de New Jersey, las cosas no están buenas aquí, teníamos un viaje planeado a Atlanta, realmente quería ayudarlo a superar su pena". Lamentablemente, ese viaje nunca se llevó a cabo, ya que Kadafi moriría días después de un disparo en la cabeza. Kadafi falleció justo dos meses después que su compañero de vida, Tupac, el día 10 de noviembre de 1996.

## Carrera artística
En 1994, Fula se encontró con su amigo de la infancia Mutah "Napoleon" Beale. La madre de Yafeu introdujo a Napoleón hacia 2Pac, y los 3 crearon Dramacydal. Yafeu, de solo 16 años, asumió el nombre artístico de Young Hollywood. El grupo apareció en el álbum Me Against The World de 2Pac.
Cuando 2pac estuvo en prisión en 1995 por cargos de agresión sexual, Kadafi lo visitaba a diario. En una de estas visitas, 2Pac y Kadafi decidieron formar el grupo de rap "Outlawz" que traería a muchos miembros de los grupos anteriores de Tupac; Dramacydal y Thug Life. Además, Fula se asoció con Hussein Fatal, miembro de Outlawz, para grabar material con el nombre "Fatal-N-Felony". Se planeó un álbum pero nunca se materializó, sin embargo, algunas canciones planeadas para el álbum aparecieron en Son Rize Vol.1. Ese mismo año, tras la liberación de 2Pac de la prisión, Kadafi se reunió con 2Pac para firmar con Death Row. Fue invitado en "All Eyez On Me" de 2Pac y apareció en 3 canciones. En este punto, Fula comenzó su entrada en el ojo público, apareciendo en Videos Musicales, yendo a premiar shows y apareciendo en el escenario. El Outlawz grabó con frecuencia con 2Pac durante todo 1996.
El 13 de septiembre de 1996, 2Pac murió después de recibir disparos múltiples en un tiroteo en Las Vegas, el 7 de septiembre. Kadafi estaba en el automóvil exactamente detrás de 2Pac, y afirmó haber visto el Cadillac blanco de donde salieron los disparos que asesinaron a 2pac. Según los informes, Kadafi dijo que podía identificar al conductor y había solicitado mantenerlo al 100% confidencial, pero fue denunciado por los periodistas.

## Muerte
Kadafi falleció a la edad de 19 años el 10 de noviembre de 1996. La policía lo encontró muerto en un tercer piso donde vivía su novia en Orange, Nueva Jersey, a las 3:48 a. m. Hay información grabada en documentales en la que se presume que Kadafi sabía quien había sido quien dio muerte a Tupac en aquel tiroteo en Las Vegas y había sido citado para declarar dicha información, cosa que jamás paso ya que al día siguiente se le dio de baja. 
Luego de ser asesinado, Lavie Johnson, quien habría sido la novia de Kadafi dio a luz a dos niñas que fueron criadas por la madre de Kadafi, Yaasmyn Fula. El rapero  Napoleon, quien fue integrante de Outlawz y además, era el primo de Rashad "Roddy" Beale, asesino de Kadafi, mencionó en una entrevista de 2017 que su primo califico de "accidental" el tiroteo perpetuado a Kadafi. Se entregó a la policía y cumplió una condena de entre 7 a 8 años respectivamente. Yassmyn declaró que la muerte de su hijo fue intencional, ya que Beale había amenazado a su familia y a los testigos de antemano. 
El cuerpo de Kadafi esta enterrado en el cementerio de Glendale, Bloomfield.

## Discografía
- 2004: Son Rize Vol. 1